# Ruta 253 (Costa Rica)
La Ruta 253, oficialmente Ruta Nacional Secundaria 253, es una ruta nacional de Costa Rica ubicada en la provincia de Guanacaste.

## Descripción
En la provincia de Guanacaste, la ruta atraviesa el cantón de Liberia (el distrito de Nacascolo), el cantón de Carrillo (el distrito de Palmira).